# The Illest Vol. 2
The Illest, Vol. 2 è il secondo mixtape del rapper italiano Mostro, pubblicato il 26 aprile 2019 dalla Honiro Label.

## Tracce
1. L'anno del serpente – 2:40
2. Diavolo magro – 2:40
3. Sono quel che sono – 3:22
4. Voci in testa (feat. MadMan) – 3:22
5. Nicotina – 2:52
6. Soldi e puttane – 2:42
7. Cani bastardi – 2:47
8. Non voglio morire – 2:08
9. Guanti neri, blavacava – 3:28
10. Tutto passa – 2:34
11. Still Ill (feat. Nick Sick) – 3:04
12. Le tre di notte – 3:02

## Classifiche
| Classifica (2019) | Posizione massima |
| ----------------- | ----------------- |
| Italia            | 2                 |